# Carlo Faraldo
Carlo Faraldo (Mentone, 16 maggio 1818 – Torino, 30 giugno 1897) è stato un prefetto e politico italiano.
Fu senatore del Regno d'Italia nella XIV legislatura.